# اس‌ام یوبی-۵۱
اس‌ام یوبی-۵۱ (به انگلیسی: SM UB-51) یک زیردریایی است که طول آن ۵۵٫۳ متر (۱۸۱ فوت) می‌باشد. این زیردریایی در سال ۱۹۱۷ ساخته شد.